# Тодд Говард
Тодд Говард (англ. Todd Howard; нар. 25 квітня 1971, Макунгі, штат Пенсільванія, Сполучені Штати Америки) — американський розробник відеоігор, відеоігровий дизайнер, сценарист, керівник і продюсер багатьох проєктів компанії Bethesda Game Studios, згодом, виконавчий продюсер підприємства.

## Життєпис
Тодд Ендрю Говард народився 25 квітня 1971 року в містечку Макунгі, що в штаті Пенсильванія, Сполучені Штати Америки. 1989 року закінчив Еммейську вищу школу, а згодом, 1993 — Коледж Вільяма і Мері — державний дослідницький університет у місті Вільямсбург, Вірджинія. Через рік отримав посаду відеоігрового продюсера в компанії Bethesda Softworks.

## Кар'єра

### Bethesda Softworks
Одним із перших завдань Говарда на новій роботі стала розробка CD-ROM-версії The Elder Scrolls: Arena, до якої він доєднався на посаді продюсера проєкту. За його словами, було витрачено немало днів на виправлення помилок та тестування гри, яке він здійснював переважно безпосередньо граючи в Arena та записуючи усі недоліки, які можуть торкнутися версії для компакт-дисків. Щодо TES: Arena Говард каже: «Я грав в цю гру неначе на смерть протягом декотрого часу, і я все ще люблю її, навіть зараз. Попри вік гри та її масштабність, я справді думаю, що це дуже вишукана гра...».
Далі, Тодд був залучений до створення відеогри, заснованої на сюжеті фільмів про Термінатора, під назвою Future Shock. До цього, компанія вже мала досвід у розробці відеоігор такої тематики. Зокрема, з 1990 по 1992 роки, Bethesda Softworks розробила дві цілісні відеогри: The Terminator для операційної системи DOS, та The Terminator 2029, котра не була розроблена по мотивах фільму, на відміну від попередньої, яка створена на основі сюжету однойменної кінострічки. 1995 рік відзначився виходом The Terminator: Future Shock для DOS. Ідеєю Говарда було створення повноцінного шутеру від першої особи саме у тривимірному вигляді, що частково він і застосував у грі. Так, Future Shock стала однією з перших відеоігор, де текстури рівнів, моделей ворогів та іншого виконані у 3D-вигляді, а також першою грою, де гравець може вільно оглядатися довкола, використовуючи мишу.
Згодом, після успіху проєкту, Говарда також залучили й до створення першого доповнення, яке вийшло за рік від виходу основної частини, 20 листопада 1996 року. Якщо в Future Shock він займався додатковим дизайном і був продюсером гри, то при роботі над доповненням, Говард вже очолював команду дизайнерів та безпосередньо відповідав за виробництво. Проте хоч Skynet, було розроблене як доповнення до Future Shock, зрештою, його було перевипущено як окремий продукт. Відеогра відзначилася одним із перших повноцінних багатокористувацьких режимів, а також поліпшеною графікою, яка була створена на основі SVGA, а не VGA, як її попередниця.
1996 року також відбувся випуск The Elder Scrolls Chapter II: Daggerfall, яка отримала вкрай схвальні відгуки від оглядачів і гравців, та вдало продавалася у світі. У цьому, як і в попередніх двох проєктах, Говард займався додатковим дизайном відеогри. Daggerfall стала першою частиною The Elder Scrolls, де була наявна розширена система прокачування персонажа: відтоді гравець міг, прокачуючи свого ігрового персонажа, наділяти його навичками, що відкривалися по ходу проходження. Як зазначив Тодд: «Ви дійсно відчували, що персонаж, яким ви граєте, залежить лише від вас, а не від гри».
Опісля завершення процесу розробки Daggerfall, Говард, вже як очільник нового проєкту та один із відповідальних за дизайн гри та сценарій, а також залучений до створення ігрового світу, приступив до роботи над The Elder Scrolls Adventures: Redguard. Як зазначав Говард, Redguard була тією грою, де команда власноруч займалася дизайном ігрового світу, всупереч тому, як це відбувалося при розробці Daggerfall та Arena, де цим займався самочинний алгоритм шляхом процедурного утворення. Відеогра також стала одним з останніх більш-менш відомих проєктів, створених для платформи DOS, та останньою грою компанії на гральному рушії XnGine. Redguard вийшла 31 жовтня 1998 року, та була схвально оцінена критиками та гравцями. Також, була номінована на кілька нагород, зокрема «Найкращу пригодницьку відеогру року» за версією GameSpot. Але, попри позитивні відгуки та нововведення, внесені до розвитку відеоігрової індустрії, Redguards не відзначилася тим же фінансовим успіхом, якого досягла її попередниця. А разом, із кількома іншими розробками компанії, зокрема спін-оффу основної гілки The Elder Scrolls, An Elder Scrolls Legend: Battlespire, призвела до значного погіршення ситуації в Bethesda: «Компанія переживала неймовірно важкі часи. Ми були на межі банкрутства...» — відзначав Тодд Говард.

### Bethesda Game Studios
1999 року Крістофер Вівер, засновник Bethesda Softworks, разом із Робертом А. Альтманом, створили нове підприємство, ZeniMax Media, яке стало материнською компанією для Bethesda. Послідовно, після реструктуризації, була заснована Bethesda Game Studios на заміну попередній студії, до якої також долучився й Тодд Говард. Про сам процес, Тодд розповідає наступне: «І саме тоді [після останніх розробок] Bethesda стала частиною ZeniMax, і це, власне, дало нам неначе нове життя. І потім ми були повністю поглинені [розробкою] Morrowind». Хоч частково й було розв'язане питання фінансування, підрозділ, у якому працював Говард над наступним проєктом, було значно скорочено, до шести осіб. Процес розробки Morrowind, за його словами, проходив дещо інакше від усього чим він займався раніше. Якщо над іншими проєктами він відчував долю страху перед можливим збанкрутуванням компанії, то тоді, коли студія вже знаходилася на такій межі, за його словами, це вмотивовувало: «Що найгірше ще може трапитися? Ми збанкрутуємо. То ж поставмо все. Це гра. Виставмо всі свої фішки на стіл... Це гра [Morrowind], яку люди чекають від нас, це гра, яку ми хочемо зробити...» — відповів Тодд в одному зі своїх інтерв'ю виданню GameStar в червні 2014 року, розповідаючи про своє бачення тих подій.
Розробка Morrowind стала новою відправною точкою для Тодда Говарда, як очільника проєкту, та студії. Відеогра повністю перезапустила серію The Elder Scrolls, досягла значного комерційного успіху й відзначилася вельми схвальними відгуками від гравців та оглядачів, а також отримала чимало нагород і номінацій. Ігровий світ, створювався подібно до TES: Redguard, але ще в більших обсягах, був знову переписаний гральний рушій, давши змогу, створювати графіку повністю у тривимірному вигляді. Також відеогра стала першим проєктом студії, випущеним на консолі Xbox, що стало досить вирішальним та одним із найвдаліших з прийнятих рішень. Коли Microsoft анонсувала перший Xbox в березні 2000 року, Morrowind була приблизно на середині процесу розробки та була запланована до випуску виключно для Windows. Microsoft запропонувала Говарду зробити версію відеогри й для новооголошеної платформи. На що той, відповів: «Е-е, побачимо». Говард не був упевнений в доцільності створення додаткової версії, вважаючи, що гра не працюватиме належним чином та не отримає схвальних відгуків від авдиторії. Проте, все ж, студія вирішила ризикнути. За місяць від виходу Morrowind на Windows, в червні 2002 року, було випущено й Xbox-версію гри. Попри не найрадісніші очікування команди, The Elder Scrolls III: Morrowind стала однією із найпродаваніших за весь час відеоігор на консолях, ставши на рівні із такими проєктами, як Madden NFL та Grand Theft Auto, принісши величезні прибутки компанії. Мільйони проданих копій, більшість із яких для Xbox, а не для Windows, дуже схвальні відгуки від оглядачів і гравців, десятки нагород, врятували компанію від можливого банкрутства, таким чином відродивши Bethesda як компанію. «Щоб версія для Xbox була краще за версію для ПК? Я б і не здогадався про таке тоді» — Тодд Говард, розповідаючи про минуле.
Після значного успіху Morrowind, не забарилась і розробка продовження, The Elder Scrolls IV: Oblivion. Одразу, після завершення розробки Morrowind та її випуску 2002 року, студія, на чолі з Тоддом Говардом, що вперше обійняв посаду виконавчого продюсера проєкту, почала повноцінну роботу в цьому напрямі. Як каже Говард, не було складнощів у дворічній розробці нової частини, але «я якось переконав вище керівництво дозволити мені взяти чотири роки й зробити відеогру наступного покоління для консолей, які ще тоді не існували». Він також розповідає, що це був напружений час, оскільки нове обладнання, пристосоване для консолей нового покоління, команда отримала приблизно в останні шість місяців розробки. Нове, сьоме за ліком, покоління консолей розпочалося 2005 року із виходом Xbox 360 від Microsoft, а згодом продовжилося випуском PlayStation 3 від Sony та Wii від Nintendo у 2006. Багато що в грі створювалося Говардом під впливом випущених раніше фільмів Володаря перснів (2001—2003) — «вони були настільки справжніми, майже історичними, і це те, що я вважаю є ключовим і для The Elder Scrolls». Випуск Oblivion 2006 року ознаменувався всесвітнім визнанням відеогри та її комерційним успіхом. Відеогра розійшлася світом в понад 9,5 мільйонів копій, що стало найкращим показником Bethesda на той час. Не зважаючи на той факт, що основна дата виходу відеогри кілька разів переносилася, за що компанію сильно критикували. Окрім основної відеогри Говард також був виконавчим продюсером другого доповнення до The Elder Scrolls IV під назвою «Shivering Isles», випущено 2007 року, яке також отримало здебільшого лише схвальні відгуки.
Наступним проєктом Говарда була розробка першої для нього та четвертої в серії Fallout 3, що розпочалася ще в липні 2004 року. Цього разу він обіймав посади директора та виконавчого продюсера відеогри. Спершу розробкою мала займатися компанія, що створила серію Fallout — Black Isle Studios, що на той час належала Interplay Entertainment. Проте, коли Interplay збанкрутувала та закрила свої дочірні підприємства, майже всі права інтелектуальної власності довелося розпродати. Так, за 1 мільйон 175 тисяч доларів США права на розробку третьої частини відійшли Bethesda Studios. Також, компанія отримала право на розробку двох сиквелів (Fallout 4 та Fallout 5), за які мала б заплатити по мільйону доларів США за кожен. Interplay же залишила за собою можливість створити відеогру жанру MMORPG під торгівельною маркою Fallout. Команда Говарда не використовувала ані заготовки Van Buren (кодова назва Fallout 3, розроблюваної Black Isle Studios), ані інших матеріалів від Black Isle Studios, розроблюючи власну Fallout 3, – «... ми почнемо з самого початку.» – так відповів Тодд під час інтерв'ю для видання GameSpot, опублікованого 12 червня 2007 року, що було присвячено розробці та угоді, досягнутої між Bethesda та Interplay. В тому ж інтерв'ю Говард заявив, що, попри паралельну розробку Fallout 3 та The Elder Scrolls IV: Oblivion, розробка вестиметься на різних рушіях. Він також висловив свої переживання щодо того, чи його команда зможе виправдати усі покладені на неї очікування – «Ми сприймаємо цю справу дуже серйозно як і всі, і ми навіть критичніше ставимося до того, що робимо, ніж фани. Ми дуже обережно ставимося до того, як ми використовуємо франшизи. ... Ми пишаємося тим, що підтримуємо франшизи актуальними, приносячи щось новеньке для ринку з кожною нашою грою. ...». В планах Говарда було повне відтворення міста Вашингтон у відеогрі, проте згодом командою було прийнято рішення взяти лише його половину.

## Проєкти
| Рік випуску | Назва                                         | Посада(-и) / чим займався                                           | Джерело              |
| ----------- | --------------------------------------------- | ------------------------------------------------------------------- | -------------------- |
| 1995        | Terminator: Future Shock                      | Продюсер, додатковий дизайн                                         | [ 36 ]               |
| 1996        | Terminator: Skynet                            | Виробництво, дизайн                                                 | [ 37 ]               |
| 1996        | The Elder Scrolls II: Daggerfall              | Додатковий дизайн                                                   | [ 38 ]               |
| 1998        | The Elder Scrolls Adventures: Redguard        | Очільник проєкту, дизайн та сценарій, ігровий світ                  | [ 39 ]               |
| 1999        | Protector                                     | Виконавчий продюсер (не зазначений в головних титрах)               | [ 40 ]               |
| 2000        | Sea Dogs                                      | Додатковий дизайн та сценарій                                       | [ 41 ]               |
| 2002        | The Elder Scrolls III: Morrowind              | Очільник проєкту, додатковий сценарій та дизайн квестів, автор ідеї | [ 42 ]               |
| 2002        | The Elder Scrolls III: Tribunal               | Очільник проєкту                                                    | [ 43 ]               |
| 2003        | The Elder Scrolls III: Bloodmoon              | Виконавчий продюсер                                                 | [ 44 ]               |
| 2004        | The Elder Scrolls Travels: Shadowkey          | Виконавчий продюсер                                                 | [ 45 ]               |
| 2006        | The Elder Scrolls IV: Oblivion                | Виконавчий продюсер                                                 | [ 46 ]               |
| 2007        | The Elder Scrolls IV: Shivering Isles         | Виконавчий продюсер                                                 | [ 47 ]               |
| 2008        | Fallout 3                                     | Ігровий директор, виконавчий продюсер                               | [ 48 ]               |
| 2011        | The Elder Scrolls V: Skyrim                   | Ігровий директор                                                    | [ 49 ]               |
| 2015        | Fallout Shelter                               | Виконавчий продюсер (iPhone, iPad), ігровий директор (Android)      | [ 50 ] [ 51 ] [ 52 ] |
| 2015        | Fallout 4                                     | Ігровий директор                                                    | [ 53 ]               |
| 2016        | The Elder Scrolls V: Skyrim - Special Edition | Ігровий директор                                                    | [ 54 ]               |
| 2018        | Fallout 76                                    | Виконавчий продюсер                                                 | [ 55 ]               |
| 2018        | The Elder Scrolls: Blades                     | Виконавчий продюсер                                                 | [ 56 ]               |
| 2023        | Starfield                                     | Ігровий директор, виконавчий продюсер                               |                      |
| TBA         | The Elder Scrolls VI                          | Ігровий директор, виконавчий продюсер                               |                      |